# Tyler Burge
Tyler Burge   (Atlanta, 1 de gener de 1946) és un filòsof estatunidenc especialitzat en filosofia de la ment i en qüestions semàntiques. En els seus treballs critica l'individualisme, ja que pensa que tot el pensament té un contingut social o depenent d'allò físic, començant per la llengua que s'aprèn de la comunitat i estructura el pensament. Una altra tesi controvertida és que els noms propis són predicats en lògica, encara que inferits (contra les idees de Saul Kripke).